# Soledad Arellano
María Soledad Arellano Schmidt (Santiago, 1971) es una ingeniera comercial y política chilena. 
Durante el primer gobierno de Sebastián Piñera, entre 2010 y 2011 se desempeñó como subsecretaria de Planificación y Cooperación, siendo la última en ocupar ese cargo. Para luego, tras una reforma al Ministerio de Desarrollo Social, fuera designada subsecretaria de Evaluación Social, ejerciendo hasta el final del gobierno en 2014. Desde mayo de 2014 se desempeña como vicerrectora académica de la Universidad Adolfo Ibáñez.

## Biografía
Hija de los químicos Roberto Arellano Gajardo y Lotty Schmidt Walters.
Es ingeniera comercial con mención en economía y magíster en economía aplicada de la Pontificia Universidad Católica (PUC). Con una destacada trayectoria académica, obtuvo un doctorado en economía en el Massachussets Institute of Technology (MIT) y ha publicado numerosos estudios en las más numerosas revistas académicas.
Está casada con Eduardo Germán Ihnen Aravena y es madre de tres hijas.

## Trayectoria profesional y política
Ha sido directora académica del magíster en economía aplicada e integrante del Departamento de Ingeniería Industrial (DII) de la Universidad de Chile durante los años 2003 y 2008, y consultora del Banco Interamericano de Desarrollo (BID), de los gobiernos de Chile, Perú y El Salvador y de empresas chilenas.
Además, entre 2006 y 2010 fue ministra economista suplente del Tribunal de Defensa de la Libre Competencia (TDLC) y profesora investigadora de la Escuela de Gobierno de la Universidad Adolfo Ibáñez (UAI), entre 2008 y 2010.
Entre marzo de 2010 y octubre de 2011 se desempeñó como subsecretaria de Planificación y Cooperación, designada por el presidente Sebastián Piñera y, tras una reforma al Ministerio de Planificación y Cooperación (Mideplan), que creó la Subsecretaría de Evaluación Social, fue reasignada en ese cargo, como primera titular, sirviendo hasta el fin de la administración en 2014. Como subsecretaria, participó en la elaboración y tramitación de diversos proyectos de ley como el Ingreso Ético Familiar (IEF), entre otros.
Después de dejar el gobierno, en mayo de 2014 asumió como vicerrectora académica de la Universidad Adolfo Ibáñez, cargo que ejerce hasta la actualidad. Simultáneamente ha participado como panelista en Tele13 Radio y, como directora de la "Caja de Compensación La Araucana", "Ecert Chile" y "Cotrisa" y, directora de «Enel Generación Chile».
En el segundo mandato de Piñera, regresó a la esfera política participando como miembro del programa "Acuerdo Nacional de Desarrollo Integral".

## Premios
- En el 2005[8] fue una de los "100 Jóvenes Líderes" de la revista El Sábado del diario El Mercurio.[2]